# Trigonothracia jinxingae
Trigonothracia jinxingae is een tweekleppigensoort uit de familie van de Thraciidae. De wetenschappelijke naam van de soort is voor het eerst geldig gepubliceerd in 1980 door Xu.